# Tom Robinson (athlétisme)
Pour les articles homonymes, voir Thomas Robinson.
Thomas Augustus « Tom » Robinson (né le 16 mars 1938 à Nassau et mort le 25 novembre 2012 dans la même ville) est un athlète bahaméen, spécialiste des épreuves de sprint. Il est le premier athlète des Bahamas à participer aux Jeux olympiques.

## Biographie
Il participe à quatre Jeux olympiques consécutifs de 1956 à 1968 et obtient son meilleur résultat lors des Jeux de 1964 à Tokyo en se classant huitième de l'épreuve du 100 mètres. Il remporte en 1962 sur la distance du 220 yards le titre des Jeux de l'Empire britannique et du Commonwealth, à Cardiff, et décroche également trois médailles d'argent sur 100 yards en 1958, 1962 et 1966.
Un stade de football et d'athlétisme à Nassau, le Thomas Robinson Stadium, porte son nom depuis 1981.
Il décède le 25 novembre 2012 des suites d'un cancer de l'estomac.

### Palmarès
| Date | Compétition                                     | Lieu     | Résultat | Épreuve   |
| ---- | ----------------------------------------------- | -------- | -------- | --------- |
| 1958 | Jeux de l'Empire britannique et du Commonwealth | Cardiff  | 1er      | 220 yards |
| 1958 | Jeux de l'Empire britannique et du Commonwealth | Cardiff  | 2e       | 100 yards |
| 1962 | Jeux de l'Empire britannique et du Commonwealth | Perth    | 2e       | 100 yards |
| 1964 | Jeux olympiques                                 | Tokyo    | 8e       | 100 m     |
| 1966 | Jeux de l'Empire britannique et du Commonwealth | Kingston | 2e       | 100 yards |

### Records
| Épreuve   | Performance | Lieu     | Date            |
| --------- | ----------- | -------- | --------------- |
| 100 yards | 9 s 44      | Kingston | 6 août 1966     |
| 100 m     | 10 s 38     | Tokyo    | 14 octobre 1964 |
| 200 m     | 20 s 8      |          | 1960            |